# Cal Rovira (el Pla del Penedès)
Cal Rovira forma part d'un conjunt de diversos habitatges distribuïts a l'interior del nucli urbà del Pla del Penedès protegits com a bé cultural d'interès local. Són edificis interessants principalment per la seva composició de façana. Es poden veure elements d'arquitectura "culta" amb la utilització del llenguatge de l'eclecticisme en convivència amb detalls de l'arquitectura popular. En general aquests edificis configuren l'eixample dels segles XIX i XX.
Cal Rovira es tracta d'un edifici de tres plantes, els baixos, el pis i l'altell. Presenta una composició simètrica. A banda i banda del portal d'entrada, d'arc escarser amb emmarcament motllurat, hi ha dues finestres amb reixes de forja. En el primer pis trobem unes altres tres finestres (just a sobre de les obertures inferiors) amb balconera també de forja. L'altell compta amb tres finestretes quadrangulars que segueixen el ritme compositiu dels elements anteriorment esmentats.